# Uche Nwofor
Uche Innocent Nwofor (* 17. September 1991 in Lagos, Nigeria) ist ein nigerianischer Fußballspieler. Er nahm mit der Nationalmannschaft seines Landes an der Fußball-Weltmeisterschaft 2014 teil. 

## Karriere

### Verein
Nwofor begann in seinem Heimatland als Straßenfußballer, bis er sich auf Vereinsebene den Anambra Pillars anschloss. 2009 wurde er für eine Spielzeit an den Shooting Stars SC ausgeliehen. In der folgenden Saison spielte er für die Enugu Rangers.
2011 wechselte er nach Europa, wo er zunächst für drei Jahre in der niederländischen Eredivisie bei VVV-Venlo und dem SC Heerenveen spielte. In der Folgezeit spielte er jeweils eine Saison in verschiedenen europäischen Ligen für Lierse SK, Boavista Porto und FK AS Trenčín, bevor er für ein weiteres Jahr nach Nigeria zurückkehrte, wo er für den Rivers United FC spielte. Von dort wechselte er 2018 nach Algerien zu JS Kabylie. Seit 2019 ist er vereinslos.

### Nationalmannschaft
Nwofor gab am 3. März 2010 in einem Freundschaftsspiel gegen die Demokratische Republik Kongo sein Debüt in der nigerianischen Nationalmannschaft. Im selben Jahr wurde er mit einer nigerianischen B-Mannschaft Sieger der westafrikanischen Fußballmeisterschaft 2010.
Im Jahr darauf gewann er mit Nigeria die U-20-Fußball-Afrikameisterschaft 2011 und erzielte im Finale beim 3:2 gegen Kamerun den Treffer zum zwischenzeitlichen 2:0. Mit vier Toren wurde er Torschützenkönig des Turniers. Durch den Sieg war Nigeria für die U-20-Fußball-Weltmeisterschaft 2011 in Kolumbien qualifiziert. Für diesen Wettbewerb wurde er in das nigerianische Aufgebot berufen. Beim 5:2-Sieg im Gruppenspiel gegen Kroatien erzielte er nach seiner Einwechslung innerhalb von vier Minuten zwei Tore. Nigeria schied im Viertelfinale aus dem Turnier aus.
Anlässlich der Weltmeisterschaft 2014 in Brasilien wurde Nwofor von Nationaltrainer Stephen Keshi in den nigerianischen Kader berufen. Dort wurde er bei der 2:3-Niederlage im letzten Gruppenspiel gegen Argentinien in der 80. Spielminute für Peter Odemwingie eingewechselt wurde. Bei der folgenden 0:2-Niederlage im Achtelfinalspiel gegen Frankreich wurde er in der vorletzten Minute der offiziellen Spielzeit beim Stand von 0:1 für Victor Moses eingewechselt.

## Erfolge
- Westafrikanische Fußballmeisterschaft: 2010
- U-20-Afrikameister: 2011
- Bester Torschütze der  U-20-Afrikameisterschaft 2011